# Trino
Trino is een gemeente in de Italiaanse provincie Vercelli (regio Piëmont) en telt 7788 inwoners (31-12-2004). De oppervlakte bedraagt 70,6 km², de bevolkingsdichtheid is 110 inwoners per km².

## Demografie
Trino telt ongeveer 3414 huishoudens. Het aantal inwoners daalde in de periode 1991-2001 met 7,4% volgens cijfers uit de tienjaarlijkse volkstellingen van ISTAT.
| Jaar | Inwoneraantal |
| ---- | ------------- |
| 1991 | 8217          |
| 2001 | 7605          |

## Geografie
De gemeente ligt op ongeveer 120 m boven zeeniveau.
Trino grenst aan de volgende gemeenten: Bianzè, Camino (AL), Costanzana, Fontanetto Po, Livorno Ferraris, Morano sul Po (AL), Palazzolo Vercellese, Ronsecco, Tricerro.

## Partnersteden
- Banfora (Burkina Faso), sinds 1999
- Chauvigny (Frankrijk), sinds 1961
- Geisenheim (Duitsland), sinds 1974

## Geboren in Trino
- Johan Jacob van Monferrato (1395), markgraaf van Monferrato

Alagna Valsesia · Albano Vercellese · Alice Castello · Arborio · Asigliano Vercellese · Balmuccia · Balocco · Bianzè · Boccioleto · Borgo Vercelli · Borgo d'Ale · Borgosesia · Breia · Buronzo · Campertogno · Carcoforo · Caresana · Caresanablot · Carisio · Casanova Elvo · Cellio · Cervatto · Cigliano · Civiasco · Collobiano · Costanzana · Cravagliana · Crescentino · Crova · Desana · Fobello · Fontanetto Po · Formigliana · Gattinara · Ghislarengo · Greggio · Guardabosone · Lamporo · Lenta · Lignana · Livorno Ferraris · Lozzolo · Mollia · Moncrivello · Motta de' Conti · Olcenengo · Oldenico · Palazzolo Vercellese · Pertengo · Pezzana · Pila · Piode · Postua · Prarolo · Quarona · Quinto Vercellese · Rassa · Rima San Giuseppe · Rimasco · Rimella · Riva Valdobbia · Rive · Roasio · Ronsecco · Rossa · Rovasenda · Sabbia · Salasco · Sali Vercellese · Saluggia · San Germano Vercellese · San Giacomo Vercellese · Santhià · Scopa · Scopello · Serravalle Sesia · Stroppiana · Tricerro · Trino · Tronzano Vercellese · Valduggia · Varallo Sesia · Vercelli · Villarboit · Villata · Vocca
1. ↑  https://demo.istat.it/?l=it.